# Death Race 2000
Pour le film Death Race 2000, voir La Course à la mort de l'an 2000. Pour les autres articles homonymes, voir Death Race.
Albums de La Muerte
Scorpio Rising
(1988) Experiment in Terror
(1990)
Death Race 2000, sorti en 1989, est le deuxième album du groupe belge La Muerte.

## L'album
L'album a été enregistré au Polygone Studio de Bruxelles.
Tous les titres ont été composés par La Muerte.

## Les musiciens
- Marc du Marais : voix
- Dee-J : guitare
- Paul "Dunlop" Delnoy : basse
- Michel De Greef : batterie

## Les titres
1. I Would Die Faster - 4 min 10 s
2. Black God, White Devil - 4 min 33 s
3. Ecoute Cette Prière - 3 min 30 s
4. Make It Easy - 3 min 23 s
5. I Lost My hand - 2 min 51 s
6. Shoot In Your Back - 4 min 57 s
7. Death Race 2000 - 5 min 22 s
8. Burst My Soul - 4 min 06 s
9. Killing Is My Business - 4 min 05 s
10. Scared Flame - 7 min 14 s

## Informations sur le contenu de l'album
- Shoot In Your Back et I Lost My hand figuraient sur le EP Scorpio Rising sorti en 1988.
- L'album est dédié au « Grand mystificateur ».
- Des intégristes français ont interrompu un concert parisien du groupe à cause du titre Ecoute Cette Prière (Je vous salue Marie/pleine de sang/Le Seigneur est avec vous/Et le fruit de vos entrailles est maudit/Prenez et tuez/Et Dieu reconnaîtra les siens/Ecoute cette prière/Maudit/A coup de pierres/Je te bénis/etc).